# Freedom Highway
Freedom Highway – drugi album solowy amerykańskiej wokalistki i multiinstrumentalistki Rhiannon Giddens. Album opublikowało wydawnictwo Nonesuch Records 24 lutego 2017 roku. Utwór tytułowy „Freedom Highway” to protest-song z 1965 r. napisany przez Roebucka Staplesa.

## Lista utworów
| Nr  | Tytuł utworu                         | Autorzy                                        | Długość |
| --- | ------------------------------------ | ---------------------------------------------- | ------- |
| 1.  | „At the Purchaser's Option”          | Rhiannon Giddens/Joey Ryan                     | 4:15    |
| 2.  | „The Angels Laid Him Away”           | Mississippi John Hurt                          | 2:32    |
| 3.  | „Julie”                              | Rhiannon Giddens                               | 4:29    |
| 4.  | „Birmingham Sunday”                  | Richard Fariña                                 | 6:15    |
| 5.  | „Better Get It Right the First Time” | Rhiannon Giddens/Dirk Powell/Justin Harrington | 3:24    |
| 6.  | „We Could Fly”                       | Rhiannon Giddens/Dirk Powell                   | 4:52    |
| 7.  | „Hey Bébé”                           | Rhiannon Giddens/Dirk Powell                   | 3:19    |
| 8.  | „Come Love Come”                     | Rhiannon Giddens                               | 5:19    |
| 9.  | „The Love We Almost Had”             | Rhiannon Giddens/Bhi Bhiman                    | 4:18    |
| 10. | „Baby Boy”                           | Rhiannon Giddens/Lalenja Harrington            | 4:28    |
| 11. | „Following the North Star”           | Rhiannon Giddens                               | 1:55    |
| 12. | „Freedom Highway”                    | Roebuck Staples                                | 4:47    |
|     |                                      |                                                | 49:53   |

## Nagrody i nominacje
- 2017: nominacja Americana Music Awards w kategorii Album of the Year[3]
- 2018: International Folk Music Awards w kategorii Album of the Year[4]
- 2018: Songlines Music Awards w kategorii Americas[5]
- 2018: Living Blues Awards w kategorii New Recordings (Traditional & Acoustic)[6]